# 벨처 제도

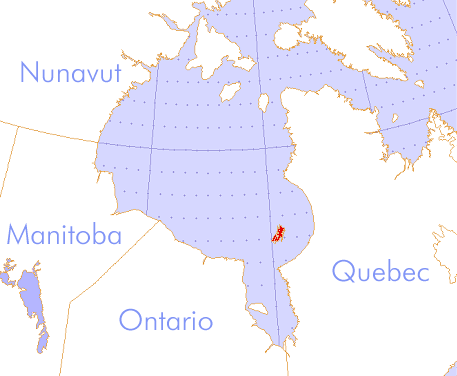
벨처 제도의 위치

벨처 제도(영어: Belcher Islands)는 허드슨만 남동쪽에 있는 제도다. 면적은 약 3,000km2이다. 행정 구역으로는 캐나다 누나부트 준주 키키크탈루크 지역에 속한다. 제도의 플래허티섬의 사니킬루아크에 대다수가 거주하고 있으며, 산킬루아크는 플래어티섬의 북쪽 해안에 있으며 누나부트 준주의 최남단에 있다. 플래허티섬과 함께 다른 큰 섬으로는 쿠공섬, 투카라크섬, 이네탈링섬 등이 있다..